# Coelichneumon hopponis
Coelichneumon hopponis là một loài tò vò trong họ Ichneumonidae.